# Moses Salomon
Moses Salomon, född 12 mars 1765, död 16 mars 1839 i Königsberg, var en svensk violinist och violast vid Kungliga hovkapellet.

## Biografi
Salomon anställdes 1797 som violinist vid Kungliga hovkapellet i Stockholm. Från den 1 juli 1820 var han anställd som violast vid Kungliga hovkapellet och slutade 1 juli 1833. Han avled 16 mars 1839 i Königsberg.